# Alois Egger (Politiker)
Alois Egger (* 9. Mai 1905 in Amsham, heute Bad Griesbach im Rottal; † 14. September 1974 in Bad Griesbach im Rottal) war ein deutscher Politiker der CSU.

## Leben
Egger stammt aus einem alten Rottaler Bauerngeschlecht. Er besuchte die Oberrealschule in Passau und die Hochschule Weihenstephan. Im Jahre 1932 legte er seine Prüfung als Brauerei-Ingenieur ab und war danach als Braumeister und technischer Betriebsleiter in verschiedenen Brauereien in Süd- und Westdeutschland tätig. Er wurde 1939 zum Direktor der Malzfabrik A. Daum in Marienburg (Westpr.) berufen. Nach dem Einmarsch der Russen kehrte er 1945 in seine Heimat zurück. Er galt als Gegner des Nationalsozialismus.

## Politik
Im Jahr 1945 wurde Egger zum Bürgermeister der Marktgemeinde Griesbach im Rottal bestimmt, wenig später auch zum kommissarischen Landrat. Er wurde 1946 einstimmig zum Landrat des Landkreises Griesbach im Rottal gewählt und 1948 in diesem Amt bestätigt. 1946 gehörte er der Verfassunggebenden Landesversammlung an, bei der Landtagswahl im selben Jahr gewann er ein Mandat im ersten Bayerischen Landtag der Nachkriegszeit. Nach einer Wahlperiode schied er 1950 aus dem Parlament aus.